# Жислина, Сусанна Семёновна
Суса́нна Семёновна Жислина (21 июня 1907, Москва — ?) — советский литературовед.
Окончила этнологический факультет МГУ им. М.В.Ломоносова (1930). Кандидат филологических наук.
Член Союза писателей СССР (1943).

## Основные работы
- Рассказы о Толстом. Тула, 1941
- Творчество А. П. Бондина. Свердловск, 1952
- Поэзия высокого накала: О творчестве Л. Татьяничевой, Челябинск, 1965
- Добрый свет издалека: Невымышленные рассказы о Л. Н. Толстом. М., 1966